# Газетний папір

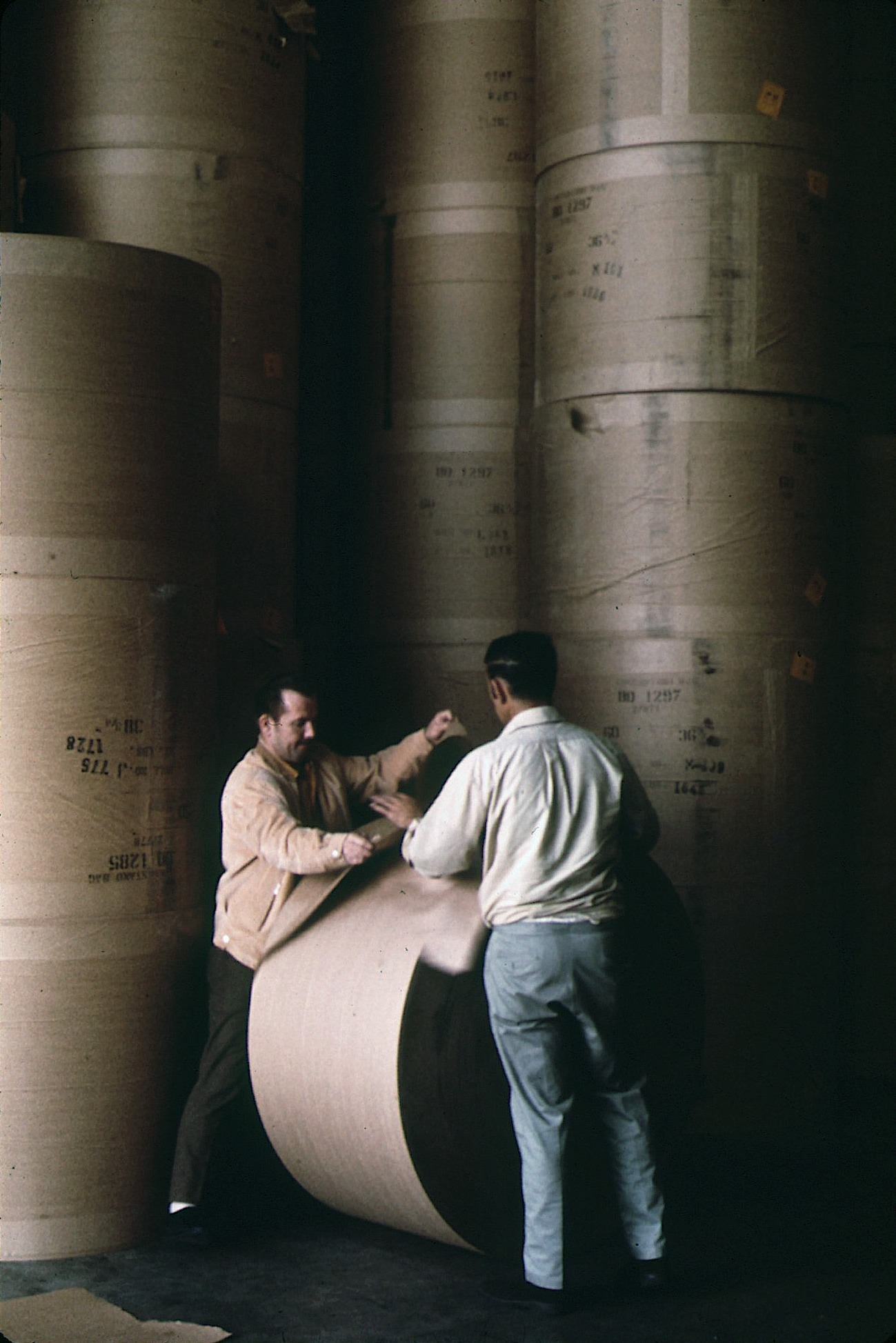
Газетний папір

Газе́тний папі́р — білий або трохи забарвлений папір, в якому вміст деревної маси становить не менш як 70% (загальної маси волокна), гладкість паперу не перевищує 130 секунд за Бекком; папір непроклеєний з масою 1 кв.м не менш як 40 г і не більше як 57 г, з водяними знаками, що наносяться на відстані 4—10 см, у рулонах завширшки 31 см або більше, з вмістом не більш як 8 мас.% наповнювача і призначений для друкування газет, щотижневиків або інших періодичних видань.